# Şans
Şans è il secondo album in studio del cantante turco Murat Boz, pubblicato nel 2009.

## Tracce
1. İki Medeni İnsan – 4:00
2. İstanbul Eğlencesi – 3:58
3. Herşeyi Yak – 4:47
4. Özledim – 4:25
5. Gümbür Gümbür – 3:22
6. Para Yok – 3:52
7. Buralardan Giderim – 3:36
8. Sallana Sallana – 4:23
9. Görmemişim Duymamışım – 4:11
10. Hatun Yıkılır – 3:35
11. Sallana Sallana (Versiyon) – 3:56
12. Uçurum – 5:13
13. Ben Aslında – 3:32
14. Ötme Bülbül – 3:46